# NGC 2568
NGC 2568 é um aglomerado aberto na direção da constelação de Puppis. O objeto foi descoberto pelo astrônomo Edward Barnard em 1881, usando um telescópio refrator com abertura de 6 polegadas. Devido a sua moderada magnitude aparente (+10,7), é visível apenas com telescópios amadores ou com equipamentos superiores. 